# رامون إيريارت
رامون إيريارت (بالفرنسية: Ramón Iriarte)‏ هو مغني أوبرا ومغني فرنسي، ولد في 25 يوليو 1930 في باريس في فرنسا.